# Lijst van vocale muziekwerken van Dietrich Buxtehude
Deze lijst bevat de cantates en andere vocale werken van de Deens-Duitse componist Dietrich Buxtehude oplopend naar het BuxWV-nummer.

## Cantates
- BuxWV 1 — Accedite gentes, accurite populi
- BuxWV 2 — Afferte Domino gloriam honorem
- BuxWV 3 — All solch dein Güt wir preisen
- BuxWV 4 — Alles, was ihr tut mit Worten oder mit Werken
- BuxWV 5 — Also hat Gott die Welt geliebet
- BuxWV 6 — An filius non est Dei, fons gratiae salus rei
- BuxWV 7 — Aperite mihi portas justitiae
- BuxWV 8 — Att du, Jesu, will mig höra
- BuxWV 9 — Bedenke, Mensch, das Ende, bedenke dienen Tod
- BuxWV 10 — Befiehl dem Engel, dass er komm
- BuxWV 11 — Canite Jesu nostro citharae, cymbala, organa
- BuxWV 12 — Cantate Domino canticum novum
- BuxWV 13 — Das neugeborne Kindelein, das herzeliebe Jesulein
- BuxWV 14 — Dein edles Herz, der Liebe Thron
- BuxWV 15 — Der Herr ist mit mir, darum fürchte ich mich nicht
- BuxWV 16 — Dies ist der Tag (verloren gegaan)
- BuxWV 17 — Dixit Dominus Domino meo
- BuxWV 18 — Domine, savum fac regem et exaudi nos
- BuxWV 19 — Drei schöne Dinge sind
- BuxWV 20 — Du Friedenfürst, Herr Jesu Christ
- BuxWV 21 — Du Friedenfürst, Herr Jesu Christ
- BuxWV 22 — Du Lebensfürst, Herr Jesu Christ
- BuxWV 23 — Ecce nunc benedicite Domino
- BuxWV 24 — Eins bitte ich vom Herrn
- BuxWV 25 — Entreißt euch, meine Sinnen
- BuxWV 26 — Erfreue dich, Erde! Du Himmel erschall!
- BuxWV 27 — Erhalt uns, Herr, bei deinem Wort
- BuxWV 28 — Fallax mundus ornat vultus
- BuxWV 29 — Frohlocket mit Händen
- BuxWV 30 — Fürchtet euch nicht, siehe ich verkündige euch große Freude
- BuxWV 31 — Fürwahr, er trug unsere Krankheit
- BuxWV 32 — Gen Himmel zu dem Vater mein
- BuxWV 33 — Gott fähret auf mit Jauchzen
- BuxWV 34 — Gott hilf mir, denn das Wasser geht mit bis an die Seele
- BuxWV 35 — Herr, auf dich traue ich
- BuxWV 36 — Herr, ich lasse dich nicht
- BuxWV 37 — Herr, nun lässt du deinen Diener in Frieden fahren
- BuxWV 38 — Herr, wenn ich nur dich hab
- BuxWV 39 — Herr, wenn ich nur dich habe
- BuxWV 40 — Herren var Gud - Der Herr erhöre dich
- BuxWV 41 — Herzlich lieb had ich dich, o Herr
- BuxWV 42 — Herzlich tut mich verlangen
- BuxWV 43 — Heut triumphieret Gottes Sohn
- BuxWV 44 — Ich bin die Auferstehung und das Leben
- BuxWV 45 — Ich bin eine Blume zu Saron
- BuxWV 46 — Ich habe Lust abzuscheiden
- BuxWV 47 — Ich habe Lust abzuscheiden
- BuxWV 48 — Ich halte es dafür, dass dieser Zeit Leiden der Herrlichkeit nicht wert sei
- BuxWV 49 — Ich sprach in meinem Herzen
- BuxWV 50 — Ich suchte des Nachts in meinem Bette
- BuxWV 51 — Ihr lieben Christen, freut euch nun
- BuxWV 52 — In dulci jubilo, nun singet und seid froh!
- BuxWV 53 — In te, Domine, speravi. Non confundat in aeternum
- BuxWV 54 — Ist est recht, dass man dem Kaiser Zinse gebe oder nicht?
- BuxWV 55 — Je höher du bist, je mehr dich demütige
- BuxWV 56 — Jesu dulcis memoria
- BuxWV 57 — Jesu dulcis memoria
- BuxWV 58 — Jesu komm mein Trost und Lachen
- BuxWV 59 — Jesu meine Freud und Lust
- BuxWV 60 — Jesu meine Freude, meiner Herzens Weide
- BuxWV 61 — Jesu, meiner Freuden Meister
- BuxWV 62 — Jesu, meines Lebens Leben
- BuxWV 63 — Jesulein, du Tausendschön, Blümlein aus dem Himmelsgarten
- BuxWV 64 — Jubilate Domino, omnis terra
- BuxWV 65 — Klinget mit Freuden, ihr klaron Klarinen
- BuxWV 66 — Kommst du, Licht der Heiden
- BuxWV 67 — Lauda anima mea Dominum
- BuxWV 68 — Lauda Sion Salvatorem
- BuxWV 69 — Laudate pueri, Dominum, laudate nomen Domini
- BuxWV 70 — Liebster, meine Seele saget mit durchaus verliebtem Sinn
- BuxWV 71 — Lobe den Herrn, meine Seele
- BuxWV 72 — Mein Gemüt erfreuet sich
- BuxWV 73 — Mein Herz ist bereit, Gott, dass ich singe und lobe
- BuxWV 74 — Meine Seele, willtu ruhn
- BuxWV 75 — Membra Jesu nostri (a collection of seven cantatas)
- BuxWV 75a — Ad pedes: Ecce super montes
- BuxWV 75b — Ad genua: Ad ubera portabimini
- BuxWV 75c — Ad manus: Quid sunt plagae istae
- BuxWV 75d — Ad latus: Surge amica mea
- BuxWV 75e — Ad pectus: Sicut modo geniti infantes
- BuxWV 75f — Ad cor: Vulnerasti cor meum
- BuxWV 75g — Ad faciem: Illustra faciem tuam
- BuxWV 76 — Mit Fried und Freud (Fried- und freudenreiche Hinfahrt) (a collection of two cantatas)
- BuxWV 76a — Mit Fried und Freud
- BuxWV 76b — Klag-Lied: Muss der Tod denn auch entbinden
- BuxWV 77 — Nichts soll uns scheiden von der Liebe Gottes
- BuxWV 78 — Nimm von uns, Herr, du treuer Gott
- BuxWV 79 — Nun danket alle Gott
- BuxWV 80 — Nun freut euch, ihr Frommen, mit nir
- BuxWV 81 — Nun lasst uns Gott dem Herren Dank sagen
- BuxWV 82 — O clemens, o mitis, o coelestis Pater
- BuxWV 83 — O dulcis Jesu, o amor cordis mei
- BuxWV 84 — O fröhliche Stunden, o fröhliche Zeit
- BuxWV 85 — O fröhliche Stunden, o herrliche Zeit
- BuxWV 86 — O Gott, wir danken deiner Güt'
- BuxWV 87 — O Gottes Stadt, o güldnes Licht
- BuxWV 88 — O Jesu mi dulcissime
- BuxWV 89 — O lux beata Trinitas et principalis unitas
- BuxWV 90 — O wie selig sind, die zu dem Abendmahl des Lammes berufen sind
- BuxWV 91 — Pange lingua gloriosi, corporis mysterium
- BuxWV 92 — Quemadmodum desiderat cervus
- BuxWV 93 — Salve desiderium, salve clamor gentium
- BuxWV 94 — Salve, Jesu, Patris gnate unigenite
- BuxWV 95 — Schaffe in mir, Gott, ein rein Herz
- BuxWV 96 — Schwinget euch himmelan, Herzen und Sinnen (Lübeck-Cantate)
- BuxWV 97 — Sicut Moses exaltavit serpentem
- BuxWV 98 — Singet dem Herren ein neues Lied
- BuxWV 99 — Surrexit Christus hodie
- BuxWV 100 — Wachet auf, ruft uns die Stimme
- BuxWV 101 — Wachet auf, ruft uns die Stimme
- BuxWV 102 — Wär Gott nicht mit uns diese Zeit
- BuxWV 103 — Walts Gott, mein Werk ich lasse
- BuxWV 104 — Was frag ich nach der Welt und allen ihren Schätzen
- BuxWV 105 — Was micht auf dieser Welt betrubt
- BuxWV 106 — Welt packe dich, ich sehne mich nur nach dem Himmel
- BuxWV 107 — Wenn ich, Herr Jesu, habe dich
- BuxWV 108 — Wie schmekt es so lieblich und wohl
- BuxWV 109 — Wie soll ich dich empfangen
- BuxWV 110 — Wie wird erneuet, wie wird erfreuet
- BuxWV 111 — Wo ist doch mein Freund gelieben?
- BuxWV 112 — Wo soll ich fliehen hin?

## Verschillende vocale werken
- BuxWV 113 — Motet 'Benedicam Dominum in omni tempore'
- BuxWV 114 — Missa brevis
- BuxWV 115 — Aria 'Auf, Saiten, auf! Lasst euren Schall erklingen!'
- BuxWV 116 — Aria 'Auf, stimmet die Saiten, Gott Phoebus tritt ein'
- BuxWV 117 — Aria 'Deh credete il vostro vanto'
- BuxWV 118 — Aria 'Gestreuet mit Bleumen'
- BuxWV 119 — Aria 'Klinget fur Freuden, ihr larmen Klarinen'
- BuxWV 120 — Aria 'O frohliche Stunden, o herrlicher Tag'
- BuxWV 121 — Aria 'Opachi boschetti' (fragment)
- BuxWV 122 — Aria 'Schlagt, Kunstler, die Pauken und Saiten'
- BuxWV 123 — Canon duplex per Augmentationem
- BuxWV 124 — Canon à 3 in Epidiapente et Epidiapason
- BuxWV 125 — Motet 'Christum lieb haben ist viel besser' (verloren gegaan)
- BuxWV 126 — Musik zur Einweihung des Fredenhagen-Altars
- BuxWV 127 — Motet 'Pallidi salvete' (verloren gegaan)
- BuxWV 128 — Die Hochzeit des Lammes / Und die Freudenvolle Einholung der Braut zu derselben (verloren gegaan)
- BuxWV 129 — Das allerschrocklichste und Allererfreulichste, memlich Ende der Zeit und Anfang der Ewigkeit (verloren gegaan)
- BuxWV 130 — Himmlische Seelenlust auf Erden (verloren gegaan)
- BuxWV 131 — Der verlorene Sohn (verloren gegaan)
- BuxWV 132 — Hundertjahriges Gedichte (verloren gegaan)
- BuxWV 133 — Die Abendmusiken des Jahres 1700
- BuxWV 134 — Castrum Doloris (verloren gegaan)
- BuxWV 135 — Templum Honoris (verloren gegaan)